# ناحیه کلومبوس (شهرستان آدامز، ایلینوی)
ناحیه کلومبوس، شهرستان آدامز، ایلینوی (به انگلیسی: Columbus Township) یک منطقهٔ مسکونی در ایالات متحده آمریکا است که در شهرستان آدامز، ایلینوی واقع شده‌است. ناحیه کلومبوس ۵۵۱ نفر جمعیت دارد و ۲۰۶ متر بالاتر از سطح دریا واقع شده‌است.